# 7924 Симбірськ
7924 Симбірськ (7924 Simbirsk) — астероїд головного поясу, відкритий 6 серпня 1986 року.
Тіссеранів параметр щодо Юпітера — 3,200.